# Abolboda killipii
Abolboda killipii är en gräsväxtart som beskrevs av Tobias Lasser. Abolboda killipii ingår i släktet Abolboda och familjen Xyridaceae. Inga underarter finns listade i Catalogue of Life.